# Маслов, Георгий Дмитриевич
Георгий Дмитриевич Маслов (28 августа 1915, село Сухарево, Уфимская губерния, Российская империя — 6 сентября 1968) — геолог, первооткрыватель Талнахского месторождения медно-никелевых руд, Герой Социалистического Труда.

## Биография
Родился 28 августа 1915 года в крестьянской многодетной семье в селе Сухарево Уфимской губернии (ныне — Нижнекамский район Татарстана).
В 1932 году поступил в Казанский промышленно-экономический техникум. С 1934 года по 1939 год обучался на геологическом факультете Казанского университета. После окончания университета был направлен на работу в Куйбышевский гидроузел, позднее переведён в Москву.
После начала Великой Отечественной войны был командирован в Норильск. С 1942 по 1954 год работал в геологическом отделе Норильского горно-металлургического комбината и руководил группой по поискам и разведке нерудных полезных ископаемых. Георгий Маслов в качестве кирпичного сырья предложил использовать алевролиты. Такое решение позволило расширить промышленное и гражданское строительство. В 1954 году поступил в аспирантуру при Геологическом институте Академии наук СССР. После окончания аспирантуры, в 1958 году был назначен начальником Имангдинской геологической партии, а в 1959 году — начальником геолого-стратиграфической партии.
Георгий Маслов был начальником геологической партии Норильской комплексной геологоразведочной экспедиции. Под его руководством составлены металлогенические и прогнозные карты на никель по Норильскому району. В 1958—1960-х годах впервые в практике геологии применил учение о глубинных разломах к конкретной геологической ситуации района, выделил Норильский глубинный рудоконтролирующий разлом. Это позволило сконцентрировать поисковые работы на самом перспективном участке в долине рек Талнах — Хараелах.
Георгий Маслов является первооткрывателем Талнахского месторождения медно-никелевых руд. 12 февраля 1963 года представлен на соискание звания Героя Социалистического Труда решением № 2 заседания бюро Красноярского крайкома КПСС. Указом Президиума Верховного Совета СССР от 29 апреля 1963 года «за выдающиеся успехи, достигнутые в деле открытия и разведки Талнахского месторождения медно-никелевых руд» удостоен звания Героя Социалистического Труда с вручением Ордена Ленина и золотой медали Серп и Молот.
На долю Талнахского месторождения медно-никелевых руд приходится большая часть балансовых запасов Норильского комбината (ныне — российская горно-металлургическая компания «Норникель»).
Умер 6 сентября 1968 года, похоронен в Норильске.

## Награды
- Герой Социалистического Труда.
- Орден Трудового Красного Знамени (24.02.1955)
- Медаль «За трудовую доблесть» (30.08.1951)
- Медаль «За доблестный труд в Великой Отечественной войне 1941—1945 гг.»

## Память
В честь Георгия Маслова названа улица в Норильске. 7 сентября 1980 года на этой улице, на здании школы № 20, была установлена мемориальная доска.